# ヨーロッパ陸上競技連盟
ヨーロッパ陸上競技連盟（ヨーロッパりくじょうきょうぎれんめい、European Athletic Association）もしくはヨーロピアンアスレティックスはヨーロッパにおける国際陸上競技の地域連盟。略称はEAA。

## 歴史
1932年、国際陸上競技連盟（IAAF）はロサンゼルスの会議で、ヨーロッパ陸上競技選手権大会を設立に向けた特別調査のための欧州委員会を立ち上げた。IAAFは1933年9月24日のベルリンで行なわれた総会で、シラード・スタンコヴィスを会長に指名した。委員会の最初の会議は1934年1月7日にブダペストで開催された。第1回ヨーロッパ陸上競技選手権大会は1934年にトリノで行われた。欧州委員会の委員は当初IAAF総会に参加する全ての加盟国によって選出され、1966年以降はヨーロッパ各国により選出された。
1968年にIAAFは地域陸上競技連盟の承認を開始し、南アメリカ陸上競技連盟を承認した。欧州委員会はヨーロッパ陸上競技連盟（EAA）の設立を目指し、1969年11月1日のブカレストで総会を行ないEAAを正式に設立した。EAAは1970年8月にストックホルムのIAAF総会で承認され、1970年11月7日にパリで最初のEAA総会を開催した。

## 加盟国・地域
- アルバニア
- アンドラ
- アルメニア
- オーストリア
- アゼルバイジャン
- ベラルーシ
- ベルギー
- ボスニア・ヘルツェゴビナ
- ブルガリア
- クロアチア
- キプロス
- チェコ
- デンマーク
- エストニア
- フィンランド
- フランス
- ジョージア
- ドイツ
- ジブラルタル
- イギリス
- ギリシャ
- ハンガリー
- アイスランド
- アイルランド
- イスラエル
- イタリア
- ラトビア
- リヒテンシュタイン
- リトアニア
- ルクセンブルク
- 北マケドニア
- マルタ
- モルドバ
- モナコ
- モンテネグロ
- オランダ
- ノルウェー
- ポーランド
- ポルトガル
- ルーマニア
- ロシア
- サンマリノ
- セルビア
- スロバキア
- スロベニア
- スペイン
- スウェーデン
- スイス
- トルコ
- ウクライナ

## 主催大会
- ヨーロッパ陸上競技選手権大会
- ヨーロッパ室内陸上競技選手権大会
- U23ヨーロッパ陸上競技選手権大会（英語版）
- U20ヨーロッパ陸上競技選手権大会
- U18ヨーロッパ陸上競技選手権大会（英語版）
- ヨーロッパクロスカントリー選手権大会（英語版）
- ヨーロッパ山岳マラソン選手権大会（英語版）